# Dzwonczyn

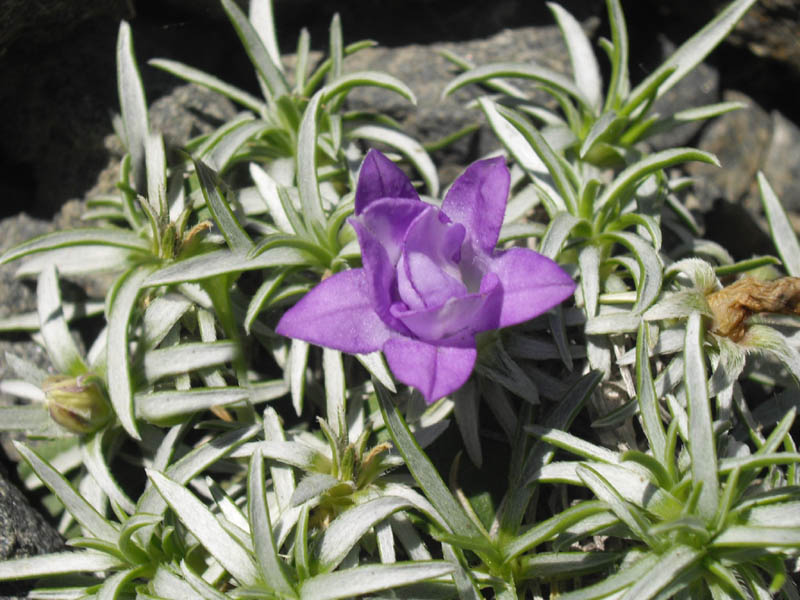
Dzwonczyn niski

Dzwonczyn (Edraianthus A.DC.) – rodzaj roślin z rodziny dzwonkowatych. Obejmuje w zależności od ujęcia od 10–13 gatunków do 22–28 gatunków. Wszystkie występują w południowo-wschodniej Europie – na Półwyspie Bałkańskim (na północy sięgając po południowe Karpaty), Apenińskim i na Sycylii. Większość to endemity niewielkich obszarów (stenoendemity) na Bałkanach (czasem znane tylko z jednej lokalizacji, jak np. opisany w 2013 roku E. canescens). Rosną w naturze zwykle na terenach górskich, na skałach wapiennych.
Niektóre gatunki uprawiane są jako rośliny ozdobne w ogrodach skalnych, przy czym najbardziej popularnym w uprawie jest dzwonczyn trawolistny E. graminifolius.
Nazwa naukowa rodzaju utworzona została z greckich słów hedraios (siedzący) i anthos (kwiat).

## Morfologia

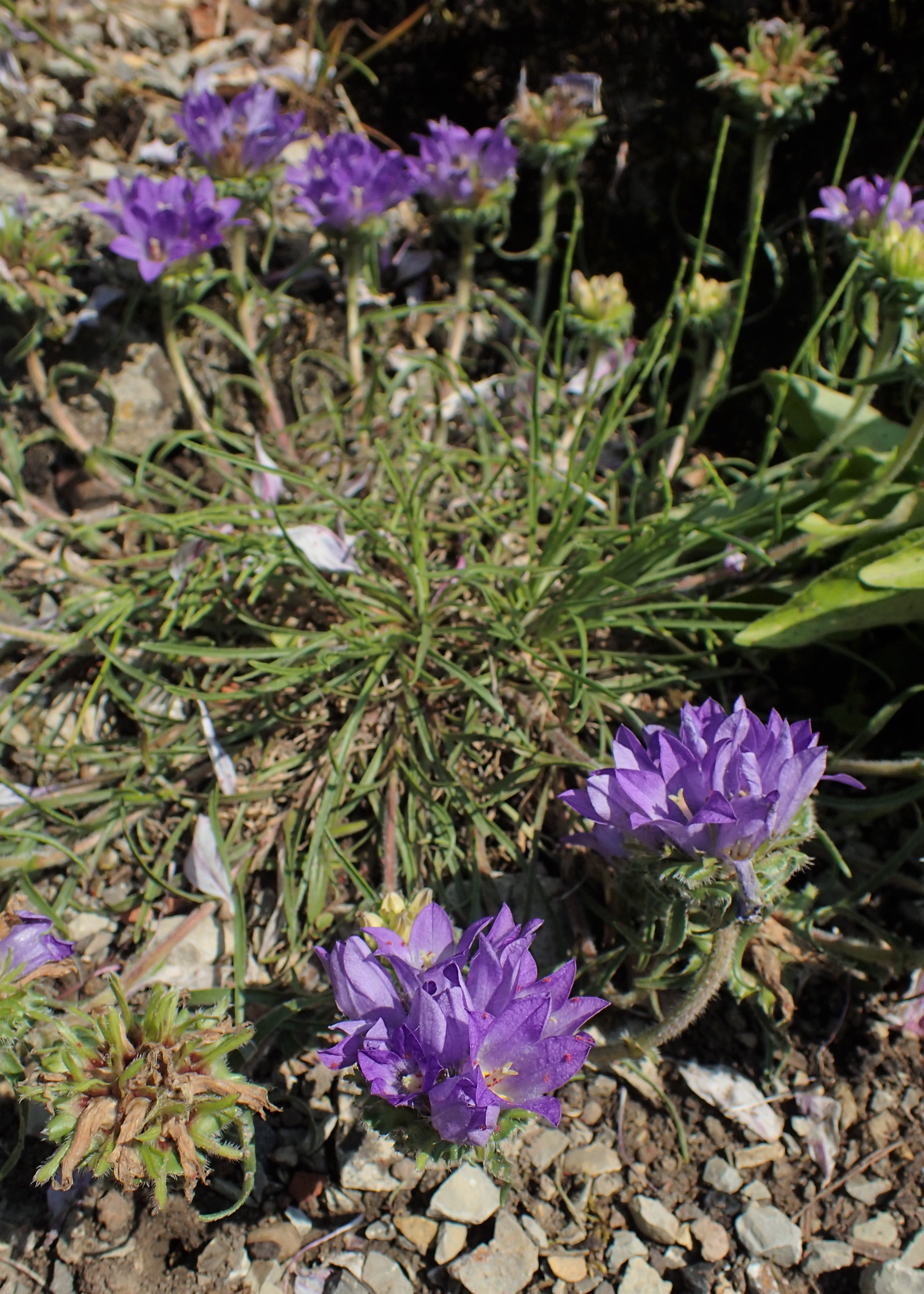
Dzwonczyn trawolistny

PokrójRośliny zielne o pędach licznych, często drewniejących u nasady, poza tym nierozgałęzionych. Wyrastają one z tęgiego i rozgałęzionego kłącza i często rozkładają się koliście wokół niego niczym szprychy koła.
LiścieZwykle równowąskie (do 4, rzadziej 5 mm szerokości), zebrane w przyziemne rozety i rozmieszczone wzdłuż łodyg, siedzące.
KwiatyWyrastają pojedynczo na szczycie pędu lub skupione w gęste kwiatostany wsparte podsadkami, zwykle dłuższymi od kwiatów, orzęsionymi i podobnymi do liści. Kwiaty promieniste, siedzące lub krótkoszypułkowe osiągają od 1 do 3, rzadziej 4 cm długości. Kielich trwały, składa się z 5 zrośniętych działek, zakończony 5 owłosionymi na brzegach łatkami. Korona niebieska, lawendowa lub biała tworzona jest przez 5 płatków, zrośniętych w dzwonkowaty lub rurkowaty kształt. Płatki rozdzielone są do połowy lub na 1/3 długości i rozpostarte. Pręcików jest 5, o nitkach rozrośniętych u nasady. Zalążnia jest dolna, szyjka słupka krótka, zwieńczona 2–3-łatkowym znamieniem.
OwoceTorebki kulistawe, jajowate lub kanciaste, spłaszczone na szczycie, wewnątrz z dwiema lub trzema komorami. Otwierają się pękając nieregularnie.

## Systematyka
Pozycja systematyczna
Rodzaj w obrębie rodziny dzwonkowatych Campanulaceae klasyfikowany do podrodziny Campanuloideae. Rośliny z tego rodzaju są bardzo podobne do przedstawicieli rodzaju walenbergia Wahlenbergia z półkuli południowej (różnią się nieregularnie pękającą torebką i równowąskimi liśćmi) i pierwotnie opisywane były jako sekcja w obrębie tego taksonu (Wahlenbergia sect. Edraiantha Alph. de Candolle). W XX wieku zaproponowano wyodrębnienie części gatunków w osobny rodzaj Protoedraianthus, ale badania molekularne wykazały, że rośliny te zagnieżdżone są w obrębie rodzaju Edraianthus. Zaliczany tu z kolei czasem dzwonczyn gruziński E. owerinianus (Rupr.) Boiss. uznawany jest współcześnie za przedstawiciela innego, monotypowego rodzaju jako Muehlbergella oweriana (Rupr.) Feer. Odrębność tego taksonu potwierdzona została w badaniach molekularnych. Edraianthus jest blisko spokrewniony z rodzajem dzwonek Campanula. 
Wykaz gatunków
- Edraianthus australis (Wettst.) Lakusic ex Greuter, Burdet & G.Long
- Edraianthus caespitosus F.K.Mey.
- Edraianthus canescens D.Lakusic, Niketic & Stevan.
- Edraianthus dalmaticus (A.DC.) A.DC. – dzwonczyn dalmacki
- Edraianthus dinaricus (A.Kern.) Wettst. – dzwonczyn dynarski
- Edraianthus glisicii Cernjavski & Soska
- Edraianthus graminifolius (L.) A.DC. ex Meisn. – dzwonczyn trawolistny
- Edraianthus hercegovinus K.Malý
- Edraianthus horvatii Lakusic
- Edraianthus × intermedius Degen
- Edraianthus × lakusicii Stevan. & D.Lakusic
- Edraianthus × murbeckii Wettst.
- Edraianthus niveus Beck
- Edraianthus parnassicus (Boiss. & Spruner) Halácsy
- Edraianthus pilosulus (Beck) Surina & D.Lakusic
- Edraianthus pubescens F.K.Mey.
- Edraianthus pulevicii Surina & D.Lakusic
- Edraianthus pumilio (Port. ex Schult.) A.DC. – dzwonczyn niski
- Edraianthus serbicus (A.Kern.) Petrovic
- Edraianthus serpyllifolius  (Vis.) A.DC. – dzwonczyn macierzankowy
- Edraianthus stankovicii (Lakusic) D.Lakusic & Surina
- Edraianthus sutjeskae Lakusic
- Edraianthus tarae Lakusic
- Edraianthus tenuifolius (A.DC.) A.DC. – dzwonczyn wąskolistny
- Edraianthus wettsteinii Halácsy & Bald.

## Uprawa
WymaganiaStanowiska słoneczne i ciepłe, na glebie mineralnej i przepuszczalnej. Zimą dobrze znoszą mrozy, ale źle nadmiar wilgoci.
RozmnażanieZwykle przez wysiew nasion. Wiosną możliwe jest też mnożenie wegetatywne przez sadzonkowanie pędów.